# Ancistroceroides conjunctus
Ancistroceroides conjunctus är en stekelart som först beskrevs av Fox 1902.  Ancistroceroides conjunctus ingår i släktet Ancistroceroides och familjen Eumenidae. Utöver nominatformen finns också underarten A. c. paranensis.